# 拉斯特列利夏宫

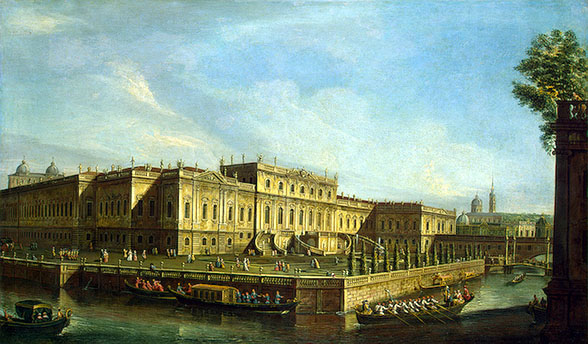
拉斯特列利夏宫

59°56′26.5″N 30°20′15.5″E / 59.940694°N 30.337639°E
拉斯特列利夏宫（羅馬化：Letny dvorets）指圣彼得堡的两座木制巴洛克宫殿之一，由弗朗切斯科·巴托洛梅奥·拉斯特列利兴建，位于夏园后面的女皇草地，现已不存在。
1730年，拉斯特列利为安娜·伊凡诺芙娜女皇兴建了第一座木制宫殿。这是一座单层建筑，有28个房间，宽敞的中央大厅，和一个室内水道系统。 
伊丽莎白·彼得罗芙娜女皇在1741年登上俄罗斯的宝座后，委托拉斯特列利拆除原有宫殿，新建威尼斯风格的宫殿。规模庞大的新夏宫于1744年完成，为伊丽莎白女皇在京城的主要宫殿。新夏宫有160个镀金的房间，还有教堂和喷泉。18世纪50年代增建了亭子和歌剧院。 
1762年，叶卡捷琳娜二世将宫廷搬到新建的冬宫。在她去世一年后，保罗一世（1754年出生于此）下令拆除夏宫，代之以新建的米哈伊洛夫宫。